# Roseville (Ohio)
Roseville – wieś w Stanach Zjednoczonych, w stanie Ohio, w hrabstwie Muskingum.